# Gerolf Annemans
Gerolf Emma Jozef Annemans (Antwerpen, 8 november 1958) is een Belgisch Vlaams-nationalistisch politicus.
Sinds 1985 is Annemans actief lid van het Vlaams Blok, later Vlaams Belang. In 2012 werd hij voorzitter van het Vlaams Belang, een functie die hij in 2014 ruilde voor een zetel in het Europees Parlement.

## Levensloop
In 1982 behaalde Annemans zijn licentiaatsdiploma in de rechten en schreef zich na afloop van zijn studies onmiddellijk in als advocaat aan de Balie van Antwerpen. Tijdens zijn studententijd was hij actief bij de politieke studentenvereniging KVHV-Antwerpen. Ook was hij, onder verschillende pseudoniemen, actief als publicist in het Vlaams-nationalistische satirische weekblad 't Pallieterke.

### Vlaams Blok / Vlaams Belang
Gerolf Annemans werd in 1985 actief binnen het Vlaams Blok (sedert 14 november 2004 Vlaams Belang), toen hem door voorzitter Karel Dillen de plaats van eerste opvolger op de Antwerpse Kamerlijst werd aangeboden. Van februari 1987 tot mei 2014 zetelde hij in opvolging van Dillen in de Kamer van volksvertegenwoordigers. In de periode april 1987-mei 1995 had hij als gevolg van het toen bestaande dubbelmandaat ook zitting in de Vlaamse Raad. De Vlaamse Raad was vanaf 21 oktober 1980 de opvolger van de Cultuurraad voor de Nederlandse Cultuurgemeenschap, die op 7 december 1971 werd geïnstalleerd, en was de voorloper van het huidige Vlaams Parlement. Van juni 1989 tot november 1991 zat hij er de Vlaams Blok-fractie voor. 
Hij nam vrij snel een leidende positie in binnen het Vlaams Blok: hij werd lid van het partijbestuur, voorzitter van de Vereniging van Mandatarissen en voorzitter van de studiedienst. Binnen de partij richtte hij zich vooral op Vlaams-nationalistische thema's en het streven naar Vlaamse onafhankelijkheid en minder op de migratiethematiek, waardoor hij de reputatie verwierf tot een meer gematigde flank binnen het Vlaams Blok/Vlaams Belang te behoren. Niettemin ondersteunde Annemans de partijlijn op verschillende domeinen, zoals de conservatieve lijn in ethische dossiers en de strenge aanpak van immigratie.
Van 1991 tot 2013 was hij fractievoorzitter in de Kamer, en onder zijn leiding groeide het Vlaams Blok uit van een tweemansfractie tot de op drie na grootste Vlaamse fractie met 18 leden (na de Belgische federale verkiezingen 2003). Ook maakte Annemans als federaal parlementslid deel uit van verschillende onderzoekscommissies. Zo maakte Annemans deel uit van de Dutroux-commissie (1996), de Bende van Nijvel-commissie (ook 1996), de dioxinecrisis-commissie (1999), de Sabena-commissie (2001) en de twee commissies naar aanleiding van het Fortis-schandaal: de eigenlijke Fortis-onderzoekscommissie (2009) en de zgn. 'Bijzondere commissie belast met het onderzoek naar de financiële- en bankcrisis' (eveneens 2009). Hij kwam in opspraak toen hij op 8 juni 1997 informatie uit de Dutroux-onderzoekscommissie bekendmaakte die onder de geheimhoudingsplicht viel.
Op lokaal politiek niveau was Annemans van 1994 tot 2000 gemeenteraadslid van Brasschaat. Hij verhuisde daarna naar de stad Antwerpen en zetelt daar sinds de verkiezingen van oktober 2000 in de gemeenteraad.

### Annemans en Lijst Dedecker
Annemans vermeldde na de federale verkiezingen van 10 juni 2007 op zijn weblog dat hij de partij waarschuwde voor onderschatting van de 'factor Dedecker'. Hij geloofde niet dat de Lijst Dedecker een tijdelijke onsamenhangende hype voorstelde zoals destijds de partij ROSSEM van Jean-Pierre Van Rossem. Dedecker heeft, aldus Annemans, "het aloude monopolie van het VB, dat van Robin Hood, de grote muil en de Lucky Luke waar ze allemaal schrik van hebben, doorbroken". Daarenboven werd Jean-Marie Dedecker als republikein na de federale verkiezingen wel door Koning Albert II ontvangen bij zijn raadplegingen, en toenmalig partijvoorzitter Frank Vanhecke niet.

Annemans noemde het in De zevende dag, een zondags duidingsprogramma van de VRT, d.d. 17 juni 2007, een vergissing om niet samen te werken met de LDD.

### Partijvoorzitter
Op 16 december 2012 werd Annemans verkozen tot nieuwe partijvoorzitter van het Vlaams Belang. Hij volgde hiermee Bruno Valkeniers op na de tegenvallende verkiezingsresultaten van oktober 2012, waarbij de partij onder meer in Antwerpen amper een derde van haar stemmen kon behouden. Zijn voorzitterschap werd tijdens een geheime stemming goedgekeurd door een ruime meerderheid van 92 procent. De nieuwe Vlaams Belang-voorman pleitte voor een streng immigratiebeleid en een gewijzigd Europees samenwerkingsverband om de Vlaamse onafhankelijkheidseis kracht bij te zetten. Vanwege zijn verkiezing tot partijvoorzitter nam hij in april 2013 ontslag als fractieleider in de Kamer en werd hij in deze functie opgevolgd door Barbara Pas.
Op 25 mei 2014 was hij voor zijn partij lijsttrekker op de Europese lijst. Hij werd daar als enige van het Vlaams Belang verkozen. De partij leed die dag een zware nederlaag op zowel Europees, Vlaams als federaal niveau. Daags na deze verkiezingen kondigde hij, na een buitengewone partijraad, vervroegde voorzittersverkiezingen aan voor oktober van dat jaar, waar hij zijn mandaat ter beschikking zou stellen.Tom Van Grieken won die voorzittersverkiezingen, en volgde hem dan ook op in die functie.

### Europees Parlement
Annemans zetelt sinds 2014 in het Europees Parlement. Hij werd er van 2014 tot 2017 plaatsvervanger en sinds 2017 effectief lid van de commissie constitutionele zaken, van 2014 tot 2019 en van 2021 tot 2024 effectief en van 2019 tot 2021 plaatsvervangend lid van de commissie economische en monetaire zaken en sinds 2024 plaatsvervangend lid van de commissie cultuur en onderwijs.
Vanaf juni 2015 maakte hij deel uit van de eurosceptische en rechts-radicale fractie Europa van Naties en Vrijheid (ENV). Annemans was van 2015 tot 2017 penningmeester van de fractie. In mei 2017 raakte bekend dat de fractie een deel van haar Europese betoelaging op een oneigenlijke manier zou hebben besteed.
In december 2017 werd Annemans verkozen als voorzitter van de Beweging voor een Europa van Naties en Vrijheid (BENV), die in 2019 werd herdoopt tot Identiteit en Democratie Partij en vanaf 2024 Patriots.eu ging heten. Hij bleef deze functie bekleden tot in november 2024.
Bij de Europese verkiezingen van mei 2019 was Annemans opnieuw Vlaams Belang-lijsttrekker en werd hij herkozen in het Europees Parlement. Na de verkiezingen trad het Vlaams Belang met gelijkgezinde partijen in het Europees Parlement in de fractie Identiteit en Democratie, als voortzetting van de fractie Europa van Naties en Vrijheid. Annemans werd lid van het bureau van deze fractie. 
Gerolf Annemans besloot om geen Vlaams Belang-lijsttrekker meer te zijn bij de Europese verkiezingen van juni 2024. Wel kreeg hij de derde plaats op de lijst toegewezen. Vanop die plek werd Annemans opnieuw verkozen tot Europees Parlementslid. Hij ging ditmaal met Vlaams Belang zetelen in de radicaal-rechtse fractie Patriotten van Europa, waarvan hij penningmeester werd.

### Privé
Gerolf Annemans is getrouwd en heeft drie kinderen.